# Anneberg–Ormaryds Järnväg
Anneberg–Ormaryds järnväg (AOJ) var en järnväg i Norra Solberga socken på Småländska höglandet och gick mellan de båda samhällena Smålands Anneberg och Ormaryd. Järnvägen mellan de båda samhällena kom att kallas för ”Norra Solberga socknens egna järnväg”, med tanke på att järnvägslinjen Nässjö–Oskarshamn tillhörde Nässjöbygden. Den linjen gick förvisso genom Ormaryd.
Järnvägen öppnades 1909 och var aktiv till och med 1935, en livslängd på 26 år.

## Historik
När nyheten om ”jernbanorna” kom till bygden, var folk skeptiska och man kunde läsa i Hvad nytt 2 mars 1844: ”Ångvagnar med sina jernbanor äro ej användbara i vårt kuperade land”. Men folk fick ändra uppfattning.
Sommaren 1868 fick löjtnant Wilhelm Gagner i uppdrag av Väg- och vattenbyggnadskåren att göra en terrängbesiktning för järnvägssträckan Eksjö–Nässjö. Han presenterade sitt förslag på ett möte i december 1868. Hans plan var att banan skulle gå Nässjö–Hunseberg–Blankefall–Ormaryd–Brevik–Eksjö. Banans längd var 20 km. 7 maj 1873 öppnades järnvägen mellan Eksjö och Nässjö för allmän trafik och även så stationen i Ormaryd.

### Järnvägen kommer till
Annebergs tändsticksfabrik i Smålands Anneberg behövde asptimmer, och det smidigaste sättet att transportera stockarna skulle vara med järnväg. Man diskuterade var järnvägen skulle ligga för att man skulle kunna försörja fabriken. År 1904 kom förslaget att den skulle dras ifrån Ormaryd. Efter några år blev denna smalspåriga järnväg, Anneberg–Ormaryds Järnväg, verklighet. Sommaren 1907 började man staka järnvägen Ormaryd–Muntarp–Anneberg, med hållplatser i Bokdungen och Muntarp Kärr. Anneberg–Ormaryds Järnvägsaktiebolag erhöll koncessionen den 9 oktober 1908 och banarbetet påbörjades. Trafiktillstånd erhölls den 23 mars 1909. Det blev en smalspårig järnväg med spårvidden 600 mm. Detta var betydligt billigare än att bygga en normalspårig järnväg. Längs banan löpte också telefonledningen mellan Smålands Anneberg och Ormaryd.
För att dra vagnarna inköptes två ånglok. Efter första världskriget köptes ytterligare ett lokomotiv. De två första ångloken kostade ca 15 000 kr/st. De var både omständliga och arbetskrävande att driva (eldades med ved för ångdriften). Till dessa två lok inköptes två personvagnar. En av vagnarna var ämnad åt tredje klass, alltså inte så lyxig, och rymde 28 personer. Det fanns två fotogenbelysningar i den och två långbänkar där man kunde sitta. Den andra vagnen var även den för tredje klass och den var avdelad så, att halva ytan var avsedd för resgods. Vagnarna var målade i en rödbrun färg och kostade tillsammans 2 950 kr. Sammanlagt fanns det 28 godsvagnar – både öppna och täckta.
När järnvägen till Smålands Anneberg öppnades 1909 fick resande byta tåg, och post- och resgods fick lastas om, i Ormaryd. Det mesta som transporterades på järnvägen var aspstockar som skulle till Smålands Anneberg för att bli tändstickor. I anslutning till järnvägsstationen i Ormaryd fanns ett stort markområde där stockarna låg och väntade på att bli omlastade. Omlastningsarbetet sysselsatte minst fem man och några förmän. På stationen fanns det, förutom stationsföreståndaren, också två stationskarlar. Detta innebar att stationsområdet var Ormaryds största arbetsplats.
År 1910 kunde resande från Smålands Anneberg till Ormaryd åka alla dagar klockan 06.45, 10.20 och 15.00. Den resan tog vanligtvis 22 minuter. Från Ormaryd kunde man åka till Smålands Anneberg klockan 08.07, 12.22 och 16.52. Den resan tog cirka 38 minuter. Barn under tolv år fick åka för halva priset, medan barn under tre år fick åka gratis. Från starten fram till 1909 kostade en enkel resa 35 öre. Varje dag skickades det mjölkflaskor från Bokdungen till Smålands Anneberg via tåget.
På 1930-talet lät järnvägsbolaget bygga en motordressin, vilket såg ut som en liten bil. Motordressinens uppgift var att frakta post till och från Ormaryd två gånger om dagen. Det fanns även plats för passagerare.

### Järnvägens sista tid
Åren 1932–1934 var dystra år för arbetarna vid Annebergs Tändsticksfabrik. "Tändstickskungen" Ivar Kreuger begick självmord 12 mars 1932, vilket betydde slutet för tändsticksfabriken.
Vid midsommar 1934 avskedades 200 arbetare och de återstående, ungefär 100, fick gå vid juletid samma år. Detta innebar slutet på en 70-årig produktionsepok i det lilla smålandssamhället och kort därefter gick även järnvägen samma öde. På våren 1936 beslutade Tändsticksbolaget att riva upp rälsen mellan Anneberg och Ormaryd.
Rullande materiel finns bevarad på museijärnvägen Östra Södermanlands Järnväg i Mariefred och en stor del av banvallen är enskild väg.

### Olyckor och incidenter
- En svår olyckshändelse inträffade den 20 juli 1908: ett gift par åkte med tåget. Cirka två kilometer ifrån Smålands Anneberg inträffade en förskjutning av lasten och de tre första vagnarna efter loket spårade ur och vräktes omkull. Båda makarna fick svåra krosskador och kvinnans arm fick amputeras på Eksjö lasarett. Mannen avled tre dagar efter olyckan på grund av sina skador.[6]
- Omkring 1920 hade några småflickor lekt på stationsområdet i Smålands Anneberg, och lyckades komma åt växeln till sidospåret. Godsvagnarna rullade istället ner mot fabriken, men konduktören på det nyss ankomna tåget lyckades stoppa dem i sista stund.[6]
- Den 26 februari 1929 inträffade en olycka då fyra vagnar spårade ur och ett par av vagnarna välte helt. Denna gång kom ingen till skada och trafiken kunde återupptas igen på kvällen.[6]